# Tang Wei-tsu
Tang Wei-Tsu (chinesisch 唐 慰祖; international vereinzelt Thomas Wei-tsu Tang;  * 25. Juli 1964) ist ein ehemaliger taiwanischer Skirennläufer.

## Karriere
Tan Wei-tsu nahm 1988 und 1992 jeweils an den Olympischen Winterspielen teil. Jedoch konnte er bei keiner seiner insgesamt vier Starts das Rennen beenden. Erfolgreicher verlief seine einzige Teilnahme bei Alpinen Skiweltmeisterschaften. 1989 belegte er bei den Wettkämpfen in Vail im Riesenslalom den 66. Platz.
Nach seiner Olympiateilnahme 1992 ist Tang Wei-tsu nicht mehr als Rennläufer in Erscheinung getreten.

## Erfolge

### Olympische Winterspiele
- Calgary 1988: DSQ Super-G, DSQ Slalom
- Albertville 1992: DNF Super-G, DNS Riesenslalom

### Weltmeisterschaften
- Vail 1989: 66. Riesenslalom, DNF Super-G[2]